# Inspection 12
Gli Inspection 12 sono una band pop punk statunitense originaria di Jacksonville (Florida).
Hanno pubblicato sei album, quattro dei quali sono autoprodotti.

## Membri della band
- Dan McLintock - Basso & Voce (1994–1999, 2000–oggi)
- Pete Mosely - Chitarra & Voce (1995–2003, 2007–oggi)
- James Trimble - Chitarra (1998–2002, 2006–oggi)
- Tim Grisnik - Batteria (2001–oggi)

## Discografia

### Album
- Come, Hefe, Come! (1996)
- Inspection 12 (1997)
- You're A Nation (1998)
- Step Into the Fire (1999)
- In Recovery (2001)
- Get Rad (2003)

### EPs
- Home (2000)

### Demo
- Eponymous EP (1995)

### Apparizioni nelle compilation
- Floyd ...And Out Come The Teeth, Fat Wreck Chords, con la canzone "Red Letter Day" (2001)
- The Beginning of the End, End Records, con la canzone "Secret Identity" (2001)
- Honest Don's Dirty Dishes, Honest Don's Records, con la canzone "Secret Identity"  (2001)
- A Different Shade of Green: A Green Day Tribute, Skunk-Ape Records, con la canzone "F.O.D." (2003)